# 梅莉莎·班諾伊
梅莉莎·班諾伊（英語：Melissa Benoist，/bəˈnɔɪst/，1988年10月4日—）是一位美國女演員和歌手。較為知名的是在CBS與The CW頻道的超級英雄電視劇《女超人》（2015年至今）中主演卡拉·佐·艾爾／卡拉·丹弗斯／女超人。
其他參演作品包括電影《進擊的鼓手》（2014年）、《翻唱人生》（2015年）與《愛情沒有終點》（2015年）。

## 個人生活
班諾伊出生於美國德克薩斯州的休斯頓、在科羅拉多州的丹佛市長大、擁有法國血統。
父親為吉姆(Jim)，母親為茱莉(Julie)。還有兩個親生姊妹，潔西卡(Jessica)與克莉絲汀娜(Kristina)以及父親再婚後所生的五個兄弟姊妹，Tanner, Estella, Coco, Rocket 以及 Tor。
2007年畢業於科羅拉多州的Arapahoe High School 高中畢業。2011年從紐約的瑪麗山曼哈頓學院(Marymount Manhattan College)畢業。
班諾伊於2013年與布萊克·詹納結婚，兩人皆曾參演知名美國影集《歡樂合唱團》。兩人於2016年12月下旬提出離婚，原因是「不可調和的分歧」。2017年12月下旬，她與詹納正式離婚。
同樣在 2015 年，班諾伊的虹膜撕裂，導致她的一個瞳孔擴大。2019 年 11 月，班諾伊在社交媒體Instagram的影片中透露，她的虹膜受傷是由於在家庭糾紛中，有人向她扔了一部iPhone，這段關係以反覆的家庭暴力為標誌。此前，據說受傷是因為她從樓梯上絆倒並掉進了盆栽植物中。班諾伊在她的影片中還表示，她在這段關係中經歷了被扇耳光、拳打腳踢、被推到牆上、被頭髮拖拽和窒息的經歷。2020 年 10 月，詹納在Instagram上寫了一篇很長的帖子，承認造成班諾伊的眼睛受傷並表示她在其他時候對他進行了人身攻擊，導致鼻子骨折和淋浴時“外傷”。班諾伊之前在她的原始影片中表示，她在戀愛期間開始反擊詹納的攻擊。即使根據詹納帖子所說，截至 2021 年 6 月，沒有證據表明班諾伊是這段關係中的攻擊者。
其後，班諾伊於2019年9月與克里斯·伍德結婚，兩人皆曾參演CBS與The CW頻道的超級英雄電視劇《女超人》。2020年3月5日，克里斯·伍德透過社交媒體Instagram宣布班諾伊懷孕。随后同年9月在Instagram上宣布顺利诞下儿子，名字叫Huxley Robert Wood。

## 職業生涯
班諾伊的出道電影為2008年的《田納西》(Tennessee)。之後亦曾客串《國土安全》(反恐危機/Homeland)、《傲骨賢妻》(The Good Wife)以及《法網游龍》(Law & Order)等電視影集。
2012年5月，班諾伊在紐約 Roundabout Theatre Company 參與知名電視影集《歡樂合唱團》(Glee)的試鏡與試唱，並於同年7月順利加入該劇，她飾演第四季女主角之一的Marley Rose。
2013年7月，班諾伊加入電影《翻唱人生》(Danny Collins)劇組且飾演一位旅館櫃檯接待員，Jamie。
2014年她亦參與演出得獎電影《進擊的鼓手》(Whiplash) 。
於2014年6月加入演出電影《愛情沒有終點》(The Longest Ride)，飾演Marcia。
2015年1月，媒體報導宣布班諾伊將飾演由CBS頻道播出，華納兄弟(Warner Bros)製作，DC漫畫(DC Comics)中的《女超人》真人版科幻影集主角，卡拉(Kara Zor-El/Kara Danvers)。這也是史上第一部「女超人」電視影集。
2015年5月，班諾伊將加入電影《Lowriders》劇組，其飾演的角色原本設定由莉莉·柯林斯(Lily Collins)演出。

## 獲獎與提名
| 年份 | 項目          | 獎項                                | 劇集       | 結果 | 來源   |
| ---- | ------------- | ----------------------------------- | ---------- | ---- | ------ |
| 2013 | 青少年選擇獎  | Choice TV Breakout Star             | 歡樂合唱團 | 提名 | [ 6 ]  |
| 2016 | 土星獎        | Breakthrough Performance Award      | 女超人     | 獲獎 | [ 7 ]  |
| 2016 | 土星獎        | Best Actress on a Television Series | 女超人     | 提名 | [ 8 ]  |
| 2017 | Saturn Awards | Best Actress on a Television Series | 女超人     | 獲獎 | [ 9 ]  |
| 2017 | 青少年選擇獎  | 最佳電視動作女演員                  | 女超人     | 獲獎 | [ 10 ] |
| 2017 | 青少年選擇獎  | Choice Liplock (with Chris Wood)    | 女超人     | 提名 | [ 10 ] |
| 2017 | 青少年選擇獎  | Choice TV Ship (with Chris Wood)    | 女超人     | 提名 | [ 10 ] |
| 2018 | Saturn Awards | Best Actress on a Television Series | 女超人     | 提名 | [ 11 ] |
| 2018 | 青少年選擇獎  | 最佳電視動作女演員                  | 女超人     | 獲獎 | [ 12 ] |

## 影視作品

### 電影
| 年份 | 劇名         | 角色               | 註記 |
| ---- | ------------ | ------------------ | ---- |
| 2008 | 田納西       | Laurel             |      |
| 2014 | 進擊的鼓手   | Nicole             |      |
| 2015 |              | Jamie              |      |
| 2015 | 愛情沒有終點 | Marcia             |      |
| 2015 | 劫匪幫       | Becky Thatcher     |      |
| 2016 | 跳跳車       | Lorelai            |      |
| 2017 | 愛國者行動   | Katherine Russell  |      |
| 2017 | 男孩比利     | Jennifer           |      |
| 2017 | 幻日         | Telly Peterson     |      |
| 2019 | 白爛賤客2    | 他自己／女性直率人 |      |
| 2022 | 瘋狂店員3    | 試鏡人員           |      |

### 電視劇
| 年份      | 片名                 | 角色                 | 備註                                                             |
| --------- | -------------------- | -------------------- | ---------------------------------------------------------------- |
| 2010      | 警網急先鋒           | Renee                | 第一季第3集："Privilege"                                         |
| 2010      | 法庭女王             | Molly                | 第二季第39集："Nine Hours"                                       |
| 2010      | 法網遊龍：犯案動機   | Jessalyn Kerr        | 第九季第175集："Delicate"                                        |
| 2010      | 法網遊龍：特案組     | Ava                  | 第十二季第253集："Wet"                                           |
| 2011      | 國土安全             | Stacy Moore          | 集數："Grace", "Clean Skin"                                      |
| 2012–2014 | 歡樂合唱團           | Marley Rose          | 常設角色 (第四季)；主要角色 (第五季)                             |
| 2015–2021 | 超少女               | 卡娜·丹佛斯 / 超少女 | 主要角色，126集；集數: "Deus Lex Machina"(兼導演)                |
| 2016–2019 | 閃電俠               | 卡娜·丹佛斯 / 超少女 | 常設角色，五集                                                   |
| 2016–2020 | 綠箭俠               | 卡娜·丹佛斯 / 超少女 | 常設角色，五集                                                   |
| 2016–2020 | 明日傳奇             | 卡娜·丹佛斯 / 超少女 | 常設角色，三集                                                   |
| 2018      | Waco                 | Rachel Koresh        | 迷你影集, 六集                                                   |
| 2019      | 蝙蝠女俠             | 卡娜·丹佛斯 / 超少女 | 集數:"Crisis on Infinite Earths, Part Two"                       |
| 2020      | 機器雞               | Laura, Malorie Hayes | 聲演，第十季第197:"Sundancer Craig in: 30% of the Way to Crying" |
| 2024      | 太空超人：啟示錄     | Teela                | 聲演                                                             |
| TBA       | The Girls on the Bus | Sadie McCarthy       | 主要角色，同時為製作人                                           |

### 網路劇
| Year      | Title            | Role                         | Notes               |
| --------- | ---------------- | ---------------------------- | ------------------- |
| 2017–2018 | 自由戰士：光線俠 | 卡拉·佐·艾爾 / 超少女 (聲演) | X地球的超少女；三集 |

## 外部連結
- Melissa Benoist在互联网电影资料库（IMDb）上的資料（英文）
- Melissa Benoist的X（前Twitter）
- Melissa Benoist的Instagram帳戶